# Aleksander Małachowski

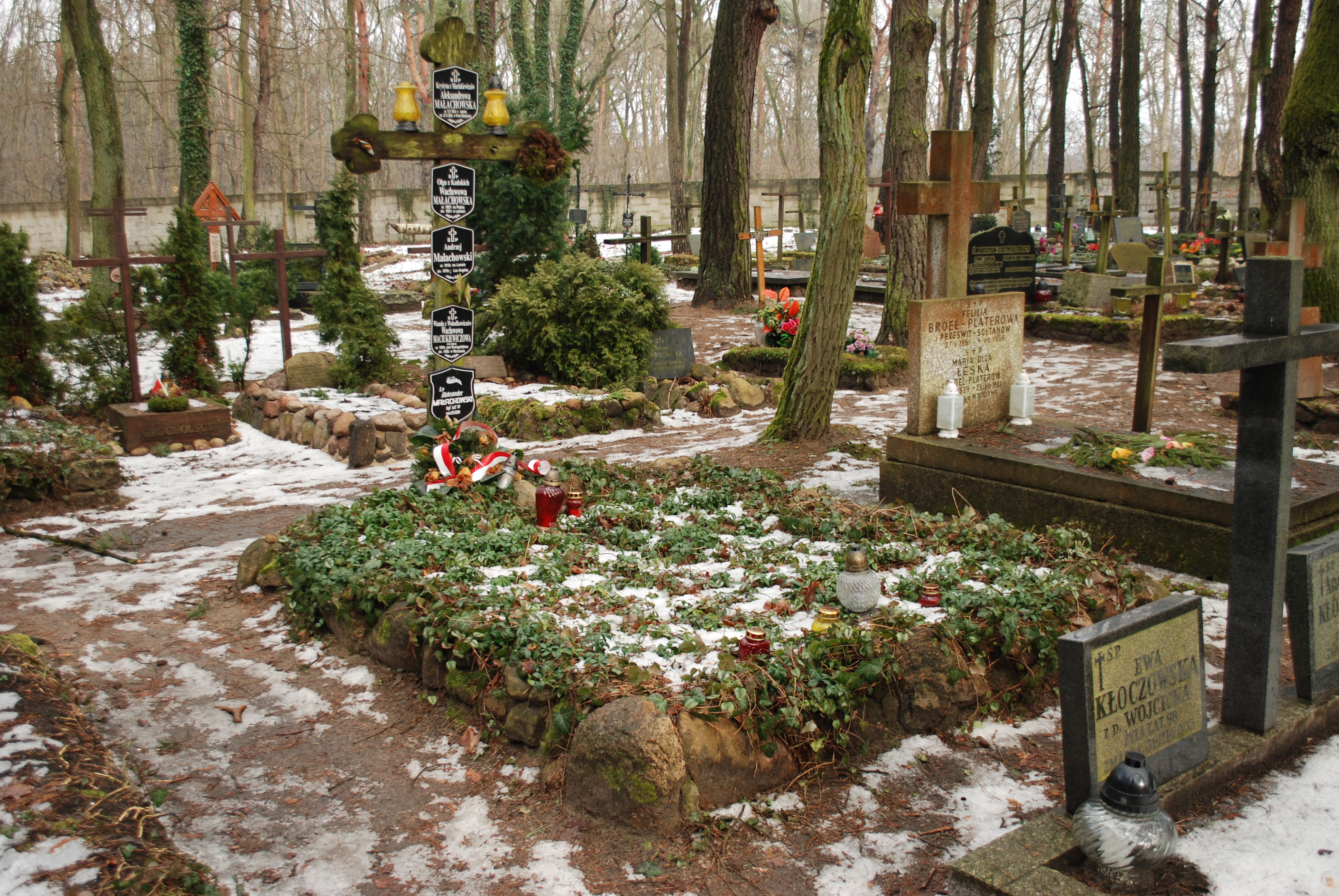
Grób Małachowskich na Cmentarzu leśnym w Laskach

Aleksander Maria Małachowski (ur. 23 listopada 1924 we Lwowie, zm. 26 stycznia 2004 w Warszawie) – polski polityk, działacz opozycji w czasach PRL, publicysta, prezenter telewizyjny, wolnomularz, współzałożyciel Solidarności Pracy oraz Unii Pracy, przewodniczący UP w latach 1997–1998 i następnie jej honorowy przewodniczący. Poseł na Sejm X, I, II i IV kadencji, wicemarszałek Sejmu II kadencji w latach 1993–1997, marszałek senior Sejmu I, II i IV kadencji. Prezes Polskiego Czerwonego Krzyża w latach 1998–2003.

## Życiorys

### Młodość
Podczas okupacji był kurierem, łącznikiem, podchorążym, dwukrotnie więzionym przez NKWD. Został zesłany do łagru koło Stalinogorska, gdzie pracował w kopalni węgla kamiennego.

### Działalność publicystyczna
Ukończył studia na Wydziale Prawa oraz na Wydziale Socjologii Uniwersytetu Wrocławskiego. Później został usunięty z uniwersytetu, gdzie pracował jako asystent, za odmowę wstąpienia do Związku Młodzieży Polskiej. Przeszedł do szkolnictwa zawodowego. Po październiku 1956 założył pisma Ruchu Rad Robotniczych „Fakty”. Pracował jako dziennikarz specjalizujący się w reportażach literackich i publicystyce kulturalnej.
Pracował w redakcjach „Współczesności”, „Kultury”, w radiu oraz telewizji. Nakręcił ponad 70 filmów dokumentalnych. W Telewizji Polskiej był współautorem programów publicystycznych, tj. Telewizja nocą i Rozmowy o cierpieniu.
Był członkiem Stowarzyszenia Pisarzy Polskich.

### Działalność polityczna
W 1980 wstąpił do NSZZ „Solidarność”, uczestniczył w I Krajowym Zjeździe Delegatów w Gdańsku Oliwie. W stanie wojennym został internowany na okres około roku, później był aresztowany pod zarzutem działalności konspiracyjnej. W 1989 po raz pierwszy uzyskał mandat poselski na Sejm kontraktowy z ramienia Komitetu Obywatelskiego, w trakcie kadencji zakładał Solidarność Pracy, z ramienia której w 1991 wszedł do Sejmu I kadencji. Od 1992 należał do Unii Pracy. Z listy tego ugrupowania po raz trzeci sprawował mandat poselski w latach 1993–1997, pełniąc funkcję wicemarszałka Sejmu.
Po przegranych przez UP wyborach w 1997 krótko pełnił też funkcję przewodniczącego, zastąpiony na tym stanowisku przez Marka Pola. W wyborach samorządowych w 1998 bezskutecznie ubiegał się o mandat radnego sejmiku mazowieckiego z listy koalicji Przymierze Społeczne.
Regularnie publikował swe felietony w latach 1994–1997 w „Wiadomościach Kulturalnych”, później w „Przeglądzie Tygodniowym”, a po 2001 w „Przeglądzie”. Od 1998 był prezesem zarządu głównego Polskiego Czerwonego Krzyża. Z powodu stanu zdrowia ustąpił w grudniu 2003 z zajmowanego stanowiska.
W 2001 po raz czwarty uzyskał mandat poselski z listy Sojuszu Lewicy Demokratycznej – Unii Pracy z okręgu warszawskiego.
Aleksander Małachowski zmarł 26 stycznia 2004, mając 79 lat. Uroczystości pogrzebowe polityka odbyły się 31 stycznia tego samego roku. Aleksander Małachowski został pochowany w rodzinnym grobie na Cmentarzu leśnym w Laskach. Mandat po nim objął Jacek Zdrojewski.

## Życie prywatne
Wywodził się z rodziny szlacheckiej Małachowskich, pieczętującej się odmianą herbu rodu Gryfitów-Świebodziców. Był synem Wacława Małachowskiego i Olgi z Kańskich. Z pierwszego małżeństwa z Krystyną Maciukiewicz miał dwóch synów – Sawę Wacława i Łukasza. Z drugą żoną Krystyną Woycicką miał syna Kajetana.

## Wywód przodków
| 4. Edward Łukasz Małachowski h. Gryf |  |                             |  |  |                                 |
|                                      |  | 2. Wacław Józef Małachowski |  |  |                                 |
| 5. Gabriela Mrozowicka h. Prus III   |  |                             |  |  |                                 |
|                                      |  |                             |  |  | 1. Aleksander Maria Małachowski |
| 6. Edward Kański h. Janina           |  |                             |  |  |                                 |
|                                      |  | 3. Olga Kańska              |  |  |                                 |
| 7. Zofia Radziewicz-Winnicka h. Sas  |  |                             |  |  |                                 |
|                                      |  |                             |  |  |                                 |

## Odznaczenia i wyróżnienia
Postanowieniem prezydenta Aleksandra Kwaśniewskiego z 9 grudnia 1999 został odznaczony, w uznaniu wybitnych zasług w działalności państwowej i publicznej, Krzyżem Wielkim Orderu Odrodzenia Polski.
W tym samym roku (1 września) podczas uroczystości rocznicowej na Westerplatte jako prezes Polskiego Czerwonego Krzyża odznaczony został Komandorią Missio Reconciliationis. W 1999 otrzymał Medal „Zasłużony dla Tolerancji”.